# Eurysops insignis
Eurysops insignis är en skalbaggsart som beskrevs av Aurivillius 1910. Eurysops insignis ingår i släktet Eurysops och familjen långhorningar.
Artens utbredningsområde är Malawi. Inga underarter finns listade i Catalogue of Life.